# 수치적분
수치적분(數値積分, Numerical integration)은 임의의 구간에 피적분함수를 포함한 적당한 급수합으로 근사하여 수치적으로 구하는 것을 말한다.

## 예시
{\displaystyle \int _{a}^{b}\!f(x)\,dx.}

## 같이 보기
- 사다리꼴 공식
- 롬베르크 적분